# Antic magatzem de la Germandat
L'Antic magatzem de la Germandat és una obra de Sant Jaume d'Enveja (Montsià) inclosa a l'Inventari del Patrimoni Arquitectònic de Catalunya.

## Descripció
Edifici de grans dimensions, de planta rectangular, amb teulada a doble vessant. En un principi, l'interior era un sol espai destinat a magatzem i amb estructura de coberta visible. Actualment, gairebé la meitat ha estat adaptat com a habitatge, compartimentant l'espai en dues plantes. En aquest sector s'han alterat les obertures originals. La part posterior de l'edifici i el capcer de la façana conserven el maó vist, mentre que en el mur dels habitatges està arrebossat.

## Història
Mentre va ser ocupat per la germandat de Llauradors, la propietat era del poble.